# 山下修
山下 修（やました おさむ、1948年（昭和23年）11月1日 - ）は、日本の政治家。元島根県江津市長（2期）。

## 来歴
1971年（昭和46年）3月、関西大学法学部卒業。同年4月、島根県庁に入庁。商工労働部長、地域振興部長を経て2008年（平成20年）3月、退職。同年4月、島根県信用保証協会専務理事に就任。同年12月、退職。
2009年（平成21年）1月から2014年（平成26年）4月まで江津市副市長を務めた。
2014年（平成26年）5月25日告示、6月1日投票の江津市長選挙に無投票で初当選した。7月16日、市長就任。
2018年、再選。
2023年（令和5年）春の叙勲で旭日小綬章を受章した。